# Нова Чернещина
Нова́ Черне́щина —  село в Україні, у Берестинському районі Харківської області. Населення становить 544 осіб. Орган місцевого самоврядування — Новочернещинська сільська рада.
Після ліквідації Сахновщинського району 19 липня 2020 року село увійшло до Красноградського (Берестинського) району.

## Географія
Село Нова Чернещина знаходиться на берегах річки Багата, вище за течією на відстані 2 км розташоване село Костянтинівка, нижче за течією на відстані 7 км розташоване село Багата Чернещина.  Розташоване село за 25 км від районного центру та  першої залізничної станції Сахновщина та за 150 км від обласного центру (м. Харків)

## Історія
1908 - дата заснування. В існуючих селах  народжувалися нові сім`ї і земель не вистачало. На  їх пошуки  і вирушили заможні селяни з сусіднього села Багатої Чернещини. Далеко йти не прийшлося.
Першим переселенцем, за переказами  старожилів, була сім`я Татарок. На  одному з похилих берегів балки, що на правому березі річки,  він збудував хатину, поставив кузню, олійницю, доброю парою коней розорав цілину. Так почалося  життя ще одного, невідомого до цього часу, поселення  хутора Татарки. Довгий час ходили легенди про скарби, закопані господарем у цій балці в період розкуркулювання. І пізніше, слухаючи оповіді старих людей, не один житель села перекопав її, шукаючи Татарчине золото.
За ним (Татаркою)  не забарився і наступний багаточернещинський багатий  переселенець Тертишний. Уподобав він собі місце неподалік від Татарки, у сусідній балці, та й поселився там. Розбудував обійстя, побудував цегельню.  За свій низенький зріст та характер отримав від сусідів прізвисько Ховрашок. Давно вже немає цих людей, бо, розкуркуливши, виселили їх  аж на Соловки,  зруйнувалися їхні господи, та залишилася про них пам`ять у назвах балок: Татарчина, Ховрашкова, які побутують й нині.
На лівому березі річки пізніше поселилася  сім`я Білашенок (по-вуличному Прутаси): два брати Каленик та Василь. Мали у господарстві  шестеро коней, великий млин на горі, що пропрацював аж до 70-х років XX століття, великі комори, де зберігалося спочатку їхнє, а потім і колгоспне збіжжя, олійниця.  Саме до них (Прутасів) за мірчук борошна приходили молоти зерно бідніші люди, які поступово заселили цю землю.  Місцеве населення займалося землеробством, рибальством та бджільництвом. Кожний господарював самостійно.
У 20-х роках на селі утворилася рада селянських депутатів, відкрилася  школа (1922 р.). У 1928 році в селі розпочалося примусова запровадження колективізація. Було створено три артілі: «Українка», «Молотове», «Каганович». Населенню необхідно було здати  свою худобу: коней, корову - та збіжжя, реманент. Кожна артіль мала  свою контору, дитячий садок, клуб.
Школа працювала аж в шести приміщеннях, які були розкидані по всьому селу (раніше це були домоволодіння куркулів), діти могли закінчити сім класів. Довго ще навчалися в них, аж до 1967 року.  Росло, ширилося село, дедалі легше ставало працювати, ростити хліб — найбільшу людську цінність. Та прийшли страшні 1932-1933 роки — роки голодомору. Такої страшної трагедії наш народ ще не знав.За словами свідків того часу,  половина населення села вимерла. Мертвих можна було бачити кругом: в балках, на дорогах. Ніхто їх не возив на кладовища. Майже в кожному дворі були могили: рідних ховали вдома. В літню пору працюючих в колгоспі годували обідом: це була юшка з галушками, яку батьки несли  додому своїм дітям. Голови колгоспів, порушуючи вказівки зверху, як могли допомагали людям пережити ці страхітливі дні: роздавали жменьками зерно, молоко, організовували артільні їдальні для працюючих. Та все робилося потайки, щоб ніхто не дізнався та не доніс на тебе,  бо влада засуджувала непокірних.  Після тяжких випробовувань життя почало налагоджуватися: в колгоспних коморах вже були перші врожаї зерна, але тільки в 1938 році люди вперше одержали на свої зароблені трудодні зерно.  Люди вміли не тільки тяжко працювати, а й відпочивати: в кожному колгоспі був сільський клуб, де проводила вечори молодь села, де відбувалися  свята, виступи, концертні програми. Поштового відділення в селі на той час також не було, лише в м. Краснограді (нині Берестин) та в селі В. Бучки, звідки і привозили газети. Щоб відправити листа, необхідно було винести його до залізниці в Сахновщину, щоб передати в м.Красноград.
Нелегко було і з медичним обслуговуванням. Найближча  лікарня була за 12 км  в с.Дар Надежди, куди й відправляли тяжко хворих.  Добрим словом старожили згадують фельдшера Пугача Михайла Павловича, який працював в сільській лікарні. Долаючи кілометри бездоріжжя, він спішив до хворих, щоб надати їм вчасну медичну допомогу. Особливо тяжким був 1941 рік, коли в селі лютував тиф.  А влітку, 22 червня, ще одна біда лягла на плечі старого й малого: почалася Велика Вітчизняна війна 1941-1945 рр.  Все доросле чоловіче населення пішло на фронт, у селі залишились лише жінки, немічні старі та діти, які не могли тримати зброю в руках. Сто дев'ятнадцять жителів наших сіл (Нова Чернещина та Калинівка) не повернулися з війни, поклавши своє життя на вівтар перемоги на фронтах та загинувши від рук поліцаїв. А вони, як і в кожному окупованому селі, були і в нас. У 1942 році німці увійшли в село. Молодих юнаків та дівчат було вивезено на роботу до Німеччини. В одній із шкіл було зроблено фашистський склад боєприпасів, який при відступі німці підпалили. Нова влада і нові прислужники-посіпаки. Та не всі добровільно йшли на службу до ворога, а якщо і стали виконавцями їх волі, то намагалися, у міру своїх можливостей, допомогти своїм односельцям. Такими були старости сіл (Штребекс Єгор, Шапар Лука), які, зі слів очевидців, врятували багатьох селян, попереджуючи їх про небезпеку зі сторони фашистів, поліцаїв. Та ось настав довгожданий день звільнення. 17 вересня 1943 року радянські воїни взводу під командуванням ст. лейтенанта Харченка визволили село від німецько-фашистських загарбників. Та ще довго йшла війна степами України, доки лютий звір не був знищений у його ж  лігві. День Перемоги став радісною звісткою для всього народу і для наших односельців також. Дехто з чоловіків повернувся додому, дехто продовжував війну уже на сході держави. Всього 26 учасників бойових дій, жителів наших сіл, взявши участь у обороні Києва, Москви, Ленінграла, Сталінграда, визволенні Варшави, Будапешта,  дійшовши  до Берліна, повернулися після війни до рідного села з орденами та медалями. В пам'ять тим, хто не повернувся, хто визволяв наше село від німецько-фашистських загарбників у центрі села встановлено пам'ятник. 
В Калинівці пройшло дитинство Василя Артемовича Колісника – Героя Радянського Союзу. Тут він здобув початкову освіту, звідси після закінчення середньої школи пішов працювати вчителем у Дарнадеждинську початкову школу. Далі були 10-місячні курси при Полтавському педагогічному інституті, навчання в Харківському сільгоспінституті. В 1936 році за спецнабором ЦК ВЛКСМ був призваний до лав Радянської армії, а звідти направлений до Чугуївської воєнної школи льотчиків. На початок війни він уже був командиром авіаескадрильї. За мужність і відвагу, проявлені в боях, та відмінне виконання бойових завдань  майор  Колісник В.А. 24 серпня 1943 року був удостоєний високого звання Героя Радянського Союзу.  Відразу ж після визволення Сахновщинського району від німецько-фашистських загарбників,починаючи з жовтня місяця 1943 року виконавчий комітет Новочер-нещинської сільської ради депутатів трудящих відновив свою діяльність.  Сільська рада, очолена головою Гордієнком Григорієм Васильовичем ( з 1944 по 1947 рр.) керує культурно-політичним і господарським будівництвом на території населених пунктів. Поступово налагоджується життя села.  Відразу після закінчення війни в село приїздить молодий спеціаліст, лікар за фахом,  Бур'ян (Супрун)Лукія Пилипівна, яка по 1982 рік працює завідувачкою Новочернещинського фельдшерсько-акушерського пункту. Один чоловік в селі сказав: « Якби не Луша Пилипівна, то вимерло б уже півсела». Біля старенької лікарні стояв будиночок, відведений під пологове відділення. Майже щодня надходили породілі, на той час стояло на обліку близько 60 вагітних жінок, і лише з патологією направляли вагітних до районної лікарні. Скільки новонароджених прийняли руки цієї жінки, вона ніколи не рахувала. І вдень і вночі поспішала пішки до хворих, які потребували медичної допомоги. А на той час населення с.Нової Чернещини та с.Калинівки становило близько півтори тисячі чоловік.  Відновлює роботу школа. Навчати дітей починає Журкова Ніна Яківна. Вже згодом прибувають все нові і нові вчителі. Навчання проводиться у дві зміни, бо війна забрала у багатьох дітей час і зараз треба надолужувати прогаяне. В одному класі за партою сиділи діти з різницею у віці в 2-3 роки.  В 1944 році в селі була відкрита бібліотека, яка знаходилася в приміщенні колгоспної контори: це була кімната площею 12 кв.м. Перший бібліотекар Никоненко Світлана Іванівна, яка працювала з 1944 по 1946 рр. Населення села мало можливість ознайомитися з періодичними виданнями : газетами «Вісті», «Комунар», «Соціалістична Харківщина», журналами «Агітатор», «Садоводство», «Сільський механізатор».
Культура на селі невпинно зростала. З 1946 по 1967 рік працювала бібліотекарем Гайдаренко Ніна Павлівна, яка зуміла зацікавити селян книгою, і кількість читачів збільшилася з 300 до 700 чоловік. В 1955 році бібліотеку перевели в окреме приміщення.   Йшов час. Мінялися голови сільської ради: 1947- 1951 рр. - Кобець Олексій Самсонович; 1951 по 1954 рр. - Тимченко Микола Мартинович.  Та кожен з них дбав про розвиток села та добробут односельців. Тракторцем привозили до села із Огіївки пресу, листи. Пізніше поштове відділення було відкрите в с.Костянтинівці Новочернещинської сільської ради. На території села було встановлено два електродвигуни, які подавали світло до хат, колгоспних будівель, але більше двох лампочок в будинку вмикати не дозволялося.  Наприкінці 50-х років, під час головування в колгоспі Григоренка Радіона Михайловича, а сільським головою був Клуніченко Ілля Варфоломійович, будується сільський будинок культури. В село приїздить Синиця Володимир Якович, будівельник, який готує проект будівництва нової школи , погоджує його з начальником районного відділу будівництва Голіновим М. і в 1959 році разом з жителем села Задорожнім Анатолієм Олексійовичем закладають фундамент нової школи, яка діє і понині. В ці ж роки триває будівництво корівників, свинарника, складів, майстерні, сільського будинку культури та фельдшерсько-акушерського пункту. Бур'ян Лукія Пилипівна (завідувачка ФАП) та Яценко Марія Федорівна (санітарка) організовують жінок села і допомагають у завершенні будівництва нового фельдшерського пункту.  В 1962 році відбувається об'єднання колгоспів «Українка», «Молотово», «Каганович» в один колгосп ім.Свердлова, головою якого було призначено Черняка Степана Леонтійовича. Колгосп  мав 4497 га землі (орної, сіножатей, пасовищ).  Цього ж року головою об'єднаних колгоспів призначають молодого спеціаліста Гладкого Григорія Івановича, який  закінчив  інститут та партійну школу.   В 1965 році закінчується будівництво нової школи, будуються ферми, свинарник.
У 1967 р. будується нове приміщення сільської ради (головою сільської ради з 1963 по 1969 рр. працює Ковальов Анатолій Васильович, секретарем Прудка Валентина Миколаївна).  Проводиться державна високовольтна лінія електромереж, від якої ввели світло в кожний будинок, на ферми. Колгосп входить в трійку найкращих колгоспів по району.
В  1970 році стає головою колгоспу  Гарячкін Микола Іванович (голова сільської ради з 1969 по 1980 рр. Кривцов Василь Лазарович),  і продовжується на селі будівництво ферми, гаража, вісової, току, їдальні, магазинів, нового дитячого садка, приміщення сільської ради.   В колгоспі налічується близько трьох тисяч голів великої рогатої худоби , утримують коней, мають птахоферму , свиней, пасіку. Будуються дороги з твердим покриттям.   Росте, розвивається село. Своєю добросовісною працею люди примножують достаток села, району, області і всієї України. За нелегку клопітку працю, досягнення у галузі сільського господарства багато наших односельців були нагороджені високими державними нагородами.   Довгополий Михайло Феодосійович, бригадир тракторної бригади колгоспу   ім. Свердлова,  був нагороджений двома орденами «Жовтневої революції» та орденом «Трудового червоного прапора», Черняк Олександр Лукич, управляючий,  - орденом Трудового Червоного Прапора та двома орденами Трудової Слави 1-2 ступенів, Пожидаєв Іван Іванович, комбайнер, - орденом Трудового Червоного Прапора, Лисенко Михайло Іванович, тракторист, орденом „Знак Пошани”, Моторний Михайло Михайлович та інші.   Не залишаються осторонь і жінки села, працюють не покладаючи рук, встигають навести лад вдома, на фермах і в полі.  Серед них   багато нагороджених орденом Трудової Слави II - ІІІ ступенів: Мартусь Ліна Романівна (телятниця), Кушпиль Любов Онисимівна, Гришечкіна Тетяна Петрівна, Щербашина Ганна Петрівна (доярки).  Працює  в колгоспі й огородня бригада, довгий час яку очолював Чуб Михайло Івано-вич. (На фото в цент-рі). Овочі, отримані з полів, йшли як до колгоспної їдальні, дитя-чого садка, школи, столів колгоспників, так і до державного підприємства заготконтори в селищі Сахновщина.  Не стоїть осторонь розвитку села і школа. Учні школи під керівництвом учителів надають можливу допомогу колгоспу  в збиранні овочів та фруктів, вирощуванні шовкопрядів, у боротьбі з шкідниками сільськогосподарських культур(виливання ховрахів). З виступами художньої самодіяльності школярі бувають на фермах, польовому стані, у тракторній бригаді. В школі працюють досвідчені вчителі, які не тільки дають добрі знання учня, а виховують справжніх патріотів свого села, Батьківщини. За свою нелегку працю на педагогічній ниві всі вони були відзначені грамотами. А  Мовчан Ніна Іванівна (на фото в 1-му ряду друга справа), Тарабан Надія  Михайлівна (на фото в 3-му ряду друга справа) нагороджені Знаком „Відмінник народної освіти”.  А Ніна Іванівна  ще  й медаллю ім. А.С. Макаренка.
З 1980 по 1995 рік головою сільської ради працює Мілєєва Поліна Федорівна, а головою КСП ім.Свердлова з 1982 року -  Гладкий Анатолій Миколайович. Вони продовжують справу розбудови села: проведений водогін через с. Нова Чернещина, отримали нове житло близько сорока сімей колгоспників. Жителі пишаються своїм селом і керівниками , бо майже завжди в передовиках. Високі врожаї зернових, технічних культур, цукрового буряка отримувалися за рахунок виваженого планування та добросовісної праці як колгоспників, так і пенсіонерів та працівників соціальної сфери.  Разом із зростанням господарства, зростає і культура на селі. З 1972 року завідувачкою сільської бібліотеки працює Астахова Лідія Дмитрівна, знаючий фахівець, сумлінна трудівниця, яка неодноразово нагороджувалася почесними грамотами, була визнана кращою за професією серед бібліотекарів району, здобула перемогу в конкурсі на звання «Пані Ерудит» в 2007 році.  Новочернещинське відділення зв'язку одне з кращих відділень у районі по передплаті періодики. У кожний із 286 дворів ( 1998 рік) приходять газети та журнали. Очолює Новочернещинське відділення зв'язку з 1972 року Явор Віра Іванівна, яка своїм ставленням до людей , до роботи заслуговує на повагу.  Відомий всім жителям сільської ради Новицький Володимир Станіславович -Міністр України в галузі промисловості та машинобудування, який народився в с.Калинівці, де і зараз проживає його мати Новицька Надія Іванівна.   Нещодавно залишила нас Немченко Ганна Федорівна, яку знали  і за межами району, області, вона мала неабиякі здібності по лікуванні опорно-рухового апарату, яка за немалі свої роки поставила на ноги в прямому розумінні цього слова не одну людину.  КСП ім.Свердлова в 2001 р. був перейменований на СТОВ ім.Свердлова, який в 2004 році ліквідований (визнаний банкрутом). Саме така доля спіткала більшість колгоспів. Землі розпайовані між членами колгоспу, люди отримали на руки сертифікати на земельні ділянки (паї). Переходячи до нової форми господарювання село залишилося без господаря. Земельна реформа (як кажуть старожили, ті, хто своєю працею примножували весь свій вік багатство села)  пройшлася по ньому як ураган, як смерч, зруйнувавши все надбане ними за довгі роки: господарські будівлі, ферми , тракторна бригада, гараж, продано  дитячий садок. Людям немає де працювати, кожний пристосовувався до нового життя і більшість громадян починають займатися веденням особистого підсобного господарства.
Новочернещинська сільська рада під керівництвом сільського голови Даниленко Ніни Хомівни (з 1995 по 2006 рр.) взяла на баланс  сільської ради об'єкти соціально-го значення (дороги по селу, водогін, водонапірні башти та інші),   перша із сільських рад не тільки по району, а й по області, при-дбала автобус для територіальної громади, для під-возу дітей до шкіл.    2007 рік - на території села продовжує працює загальноосвітня школа 1-2 ступенів (директор школи Толстік М.О., кількість учнів становить 65 чоловік, саме в цьому році відкрито комп'ютерний клас); фельдшерсько-акушерський пункт (завідувач Огродовий Олександр Якимович, який працює медичним працівником більше двадцяти років, його цінує і поважає населення села як фахівця своєї справи ); відділення зв'язку;  три приватні магазини. На території Новочернещинської сільської ради господарює ДП «АФ Вікторія» на чолі з директором Алєніним С.М. ( село Костянтинівка), з'явилися нові робочі місця.  В квітні місяці 2006 року обрано сільським головою Філоненко Надію Григорівну ( колишній вчитель початкових класів Новочернещинської ЗОШ 1-2 ступенів), яка всю себе без останку віддала життю села.  Таким було колись і є тепер наше молоде і старе одночасно село напередодні 100-літнього ювілею. Село – це наша маленька батьківщина, до якої ми ставимося з трепетом і любов'ю.  Література:  1. Архівні матеріали Новочернещинської сільської ради.  2. Архівні матеріали Новочернещинської ЗОШ І-ІІ ступенів.  3. Історія міст і сіл Української РСР. Харківська область. Київ. 1967.  4. Дикань А. Герои Харьковщины,  Харьков, 2007- с.222-223.   5. Матеріали районної газети „Колос” за 1987, 1996, 1998 роки.  6. Свідчення старожилів села.  7. Вірші та фотоматеріали учнів та випускників Новочернещинської ЗОШ.

## Економіка
- Молочно-товарне виробництво
- Рослинництво.

## Об'єкти соціальної сфери
- Школа.

1. ↑  Постанова Верховної Ради України від 17 липня 2020 року № 807-IX «Про утворення та ліквідацію районів»